# MTV Europe Music Awards de 2024
O MTV Europe Music Awards de 2024 foi realizado em 10 de novembro de 2024, na Co-op Live, em Manchester, Inglaterra. 
Sem contar com a edição "virtual" de 2020, esta foi a sétima vez que a premiação foi realizada no Reino Unido, e a quarta vez na Inglaterra. Rita Ora foi a apresentadora desta edição, tendo sido a terceira vez que a cantora britânica assumiu esse papel, depois de ter apresentado as edições de 2017 e 2022, esta última acompanhada de seu marido, Taika Waititi.
Depois de uma ausência de quatro anos, o prêmio honorífico Ícone Global (Global Icon) voltou a ser entregue, sendo o rapper americano Busta Rhymes o artista homenageado. Busta Rhymes foi o segundo rapper a receber o prêmio, depois de Eminem o ter recebido em 2013. Busta Rhymes também apresentou um medley com alguns de seus maiores êxitos durante o evento. O MTV EMA 2024 apresentou tamb´me pela primeira vez o prêmio honorífico Pioneiros do Pop (Pop Pioneers), entregue à dupla britânica Pet Shop Boys, que também atuou ao vivo.
A memória de Liam Payne, falecido no mês anterior, aos 31 anos, foi evocada por Rita Ora - com quem Payne gravou a canção "For You" (2018) - no final do show. Depois dos créditos finais do show, um texto escrito pela MTV lembrou Quincy Jones, falecido uma semana antes, aos 91 anos.
Pela terceira edição consecutiva, Taylor Swift foi a artista mais premiada, tendo vencido em três categorias principais e em uma categoria regional (Melhor Artista Estadunidense). Tendo vencido três prêmios, Tyla se tornou também na artista africana mais premiada em uma única edição do MTV EMA.
Segundo a Billboard Brasil, esta edição do MTV EMA "foi bastante desprestigiad[a] pelos concorrentes", uma vez que "[g]rande parte dos vencedores não esteve presente", sendo que "[a]lguns, mesmo presentes, foram premiados fora do palco", como foi o caso de Tyla, que inusitadamente agradeceu um dos prêmios principais em vídeo e depois outro em palco, algo que nunca tinha acontecido no MTV EMA.

## Apresentações
| Artista(s)                 | Canção(ões) | Apresentado(s) por   |
| -------------------------- | --- | -------------------- |
| Benson Boone               | "Slow It Down" "Beautiful Things"                                                                                          | —                    |
| Tyla                       | "Water" "Push 2 Start" | —                    |
| The Warning                | "Automatic Sun" | Rita Ora             |
| Raye                       | Medley: "Escapism" "Oscar Winning Tears" "Body Dysmorphia"                                                                 | Rita Ora             |
| Shawn Mendes               | "Heart of Gold" | Rita Ora             |
| Teddy Swims                | "The Door" "Lose Control"                                                                                                  | Rita Ora             |
| Busta Rhymes               | Medley: "Scenario" "Put Your Hands Where The Eyes Can See" "I Know What You Want" Break Ya Neck" Look at Me Now" Touch It" | Rita Ora             |
| Le Sserafim                | "Chasing Lightning" "Crazy"                                                                                                | Rita Ora             |
| Peso Pluma Estevan Plazola | "Hollywood" | Rita Ora             |
| Pet Shop Boys              | "All The Young Dudes" West End Girls"                                                                                      | Aaron Taylor-Johnson |

## Vencedores e indicados
Os indicados foram revelados oficialmente pela MTV em 8 de outubro de 2024. Pelo segundo ano consecutivo, Taylor Swift lidera as indicações, estando indicada em sete categorias. Swift é seguida por Ariana Grande, Billie Eilish, Charli xcx e Sabrina Carpenter, que receberam cinco indicações cada. Os vencedores são listados primeiro e destacados em negrito.
| Melhor Canção (apresentado por Olly Alexander) | Melhor Vídeo (apresentado por Gavin Rossdale) |
| --- | --- |
| - Sabrina Carpenter – "Espresso" - Billie Eilish – "Birds of a Feather" - Beyoncé – "Texas Hold 'Em" - Ariana Grande - "We Can't Be Friends (Wait for Your Love)" - Benson Boone – "Beautiful Things" - Chappell Roan – "Good Luck, Babe!" | - Taylor Swift com part. de Post Malone – "Fortnight" - Charli XCX – "360" - Kendrick Lamar – "Not Like Us" - Ariana Grande - "We Can't Be Friends (Wait for Your Love)" - Lisa com part. de Rosalía – "New Woman" - Eminem – "Houdini"                                                  |
| Melhor Artista | Melhor Colaboração |
| - Taylor Swift - Beyoncé - Billie Eilish - Post Malone - Raye - Sabrina Carpenter | - Lisa com part. de Rosalía – "New Woman" - Charli XCX com part. de Billie Eilish - "Guess" - Future, Metro Boomin e Kendrick Lamar – "Like That" - Lady Gaga e Bruno Mars – "Die with a Smile" - Peso Pluma e Anitta – "Bellakeo" - Taylor Swift com part. de Post Malone – "Fortnight" |
| Artista Revelação (apresentado por Rúben Dias e Alex Greenwod) | Melhor Artista de Pop |
| - Benson Boone - Tyla - The Last Dinner Party - Teddy Swims - Ayra Starr - Le Sserafim - Chappell Roan | - Ariana Grande - Billie Eilish - Camila Cabello - Charli XCX - Dua Lipa - Sabrina Carpenter - Taylor Swift |
| Melhor Artista de Rock | Melhor Artista de Música Alternativa |
| - Liam Gallagher - Bon Jovi - Coldplay - Green Day - Kings of Leon - Lenny Kravitz - The Killers | - Imagine Dragons - Fontaines D.C. - Hozier - Lana Del Rey - Twenty One Pilots - Yungblud |
| Melhor Artista de Música Eletrônica | Melhor Artista de Hip-Hop (apresentado por Neneh Cherry e Mabel) |
| - Calvin Harris - David Guetta - Disclosure - DJ Snake - Fred Again - Swedish House Mafia | - Eminem - Megan Thee Stallion - Kendrick Lamar - Central Cee - Travis Scott - Nicki Minaj |
| Melhor Artista de R&B | Melhor Artista de Música Latina (apresentado por Jodie Turner-Smith) |
| - Tyla - Kehlani - SZA - Tinashe - Usher - Victoria Monét | - Peso Pluma - Anitta - Rauw Alejandro - Karol G - Bad Bunny - Shakira |
| Melhor Artista de K-Pop | Melhor Artista de Afrobeats (apresentado por LL Cool J) |
| - Jimin - Jungkook - Le Sserafim - Lisa - NewJeans - Stray Kids | - Tyla - Rema - Tems - Burna Boy - Ayra Starr - Asake |
| Melhor Artista Ao Vivo | Melhor Artista Push |
| - Taylor Swift - Adele - Coldplay - Doja Cat - Raye - Travis Scott | - Le Sserafim - Ayra Starr - Chappell Roan - Coco Jones - Flyana Boss - Jessie Murph - Laufey - Mark Ambor - Shaboozey - Teddy Swims - The Warning - Victoria Monét |
| Maiores Fãs | Prêmio Pioneiros do Pop (apresentado por Aaron Taylor-Johnson) |
| - Lisa - Anitta - Ariana Grande - Beyoncé - Billie Eilish - Chappell Roan - Charli XCX - Katy Perry - Nicki Minaj - Sabrina Carpenter - Shawn Mendes - Taylor Swift                                                                        | Pet Shop Boys |
| Prêmio Ícone Global (apresentado por Little Simz) | |
| Busta Rhymes | |

### Vencedores e indicados regionais
| Europa | Europa                                                                             |
| Melhor Artista Alemão | Melhor Artista Austríaco                                                           |
| --- | ---------------------------------------------------------------------------------- |
| - Ayliva - K.I.Z - Luciano - Pashanim - Shirin David | - RAF Camora - Bilderbuch - Christina Stürmer - Esther Graf - Money Boy            |
| Melhor Artista Britânico ou Irlandês | Melhor Artista Espanhol                                                            |
| - Raye (Reino Unido) - Central Cee (Reino Unido) - Charli XCX (Reino Unido) - Chase & Status (Reino Unido) - Dua Lipa (Reino Unido) - Hozier (República da Irlanda) | - Lola Índigo - Ana Mena - Belén Aguilera - Dani Fernández - Mikel Izal            |
| Melhor Artista Francês | Melhor Artista Neerlandês                                                          |
| - Pierre Garnier - Aya Nakamura - Dadju & Tayc - Gims - Slimane - Vitaa                                                                                             | - Roxy Dekker - Claude - Jonna Fraser - Mr. Belt & Wezol - Son Mieux               |
| Melhor Artista Israelense | Melhor Artista Italiano                                                            |
| - Noa Kirel - Agam Buhbut - Anna Zak - Shahar Saul - Shahar Tavoch                                                                                                  | - Annalisa - Angelina Mango - Ghali - Mahmood - The Kolors                         |
| Melhor Artista Nórdico | Melhor Artista Polonês                                                             |
| - Zara Larsson (Suécia) - Alesso (Suécia) - Girl in Red (Noruega) - Laufey (Islândia) - Swedish House Mafia (Suécia)                                                | - Daria Zawiałow - Kacperczyk - Kwiat Jabłoni - PRO8L3M - Zalewski                 |
| Melhor Artista Português | Melhor Artista Suíço                                                               |
| - Bárbara Bandeira - Bárbara Tinoco - Dillaz - Ivandro - Slow J | - Nemo - Benjamin Amaru - Faber - Priya Ragu - Stress                              |
| África |                                                                                    |
| Melhor Artista Africano |                                                                                    |
| - Tyla (África do Sul) - Asake (Nigéria) - Ayra Starr (Nigéria) - DBN Gogo (África do Sul) - Diamond Platinumz (Tanzânia) - TitoM & Yuppe (África do Sul)           |                                                                                    |
| Ásia |                                                                                    |
| Melhor Artista Asiático | Melhor Artista Indiano                                                             |
| - Bini (Filipinas) - Illit (Coreia do Sul) - Mahalini] (Indonésia) - Masdo (Malásia) - Sakurazaka46 (Japão)                                                         | - Mali - Armaan Malik - Chirag Todi - Dee MC & EPR - Hanumankind - Kamakshi Khanna |
| Austrália e Nova Zelândia |                                                                                    |
| Melhor Artista Australiano |                                                                                    |
| - Sia - Confidence Man - CYRIL - Kylie Minogue - The Kid Laroi - Troye Sivan                                                                                        |                                                                                    |
| Américas |                                                                                    |
| Melhor Artista Brasileiro | Melhor Artista Canadense                                                           |
| - Pabllo Vittar - Jão - Luísa Sonza - Matuê - Pedro Sampaio | - Shawn Mendes - AR Paisley - Kaytranada - Nelly Furtado - Tate McRae              |
| Melhor Artista Caribenho | Melhor Artista Estadunidense                                                       |
| - Young Miko - Eladio Carrión - Luar La L - Myke Towers - Yovngchimi                                                                                                | - Taylor Swift - Ariana Grande - Beyoncé - Kendrick Lamar - Sabrina Carpenter      |
| Melhor Artista Latinoamericano - Região Central | Melhor Artista Latinomericano - Região Norte                                       |
| - - Manuel Turizo - Beéle - Blessd - Kapo - Sofia Castro | - YeriMua - Danna - El Malilla - Gabito Ballesteros - Natanael Cano                |
| Melhor Artista Latinoamericano - Região Sul |                                                                                    |
| - Dillom - Emilia - Luck Ra - María Becerra - Trueno |                                                                                    |